# Рокотов, Николай Николаевич
Николай Николаевич Рокотов (27 мая 1875 — 5 апреля 1935) — инженер путей сообщения, земский деятель, депутат Государственной думы II созыва от Псковской губернии.

## Биография
Происходил из старой дворянской семьи. Родился (27 мая 1875 года[по какому календарю?] в родовом имении Успенское Новоржевского уезда Псковской губернии. А. П. Философова писала «Н. Н. Рокотов <…> воспитывался у моего мужа, он был его племянником, но муж любил его как сына» (вероятно, А. П. Философова допустила неточность, так как мать её мужа В. Д. Философова, Мария Матвеевна, была урождённой Рокотовой, скорее всего, Н. Н. Рокотов не был его племянником, а степень их родства была иной).
В 1898 году окончил Институт инженеров путей сообщения. После окончания института, по одним сведениям служил на Московской окружной железной дороге, по другим — вернулся в родовое имение. Поступил на земскую службу, был мировым посредником 2-го участка, служил предводителем Новоржевского дворянства. С 1905 по апрель 1917 председатель Новоржевской уездной земской управы. Являлся Почётным мировым судьёй. Состоял в уездном училищном совете, и являлся председателем общества вспомоществования нуждающимся учащимся женской прогимназии и городского училища. На момент выборов в Думу оставался беспартийным, по другим, видимо, ошибочным сведениям — член кадетской партии. Владел земельными угодьями в Новоржевском уезде Псковской губернии площадью 415 десятин (село Яковлевское Горской волости).
Был избран 7 февраля 1907 года в Государственную думу II созыва от общего состава выборщиков Псковского губернского избирательного собрания. Член VI отдела Думы. В Думе во фракции не входил, оставаясь в группе беспартийных. Состоял в думской Распорядительной комиссии.
После Третьеиюньского переворота вернулся в Новоржевский уезд, там продолжал выполнять обязанности председателя уездной управы. Самым активным образом вновь включился в разнообразную общественную деятельность. Начиная с 1907 года и вплоть до 1914 года (не ранее) — председатель Совета вольного пожарного Общества в городе Новоржеве. В 1910 году земское собрание утвердило его в должности попечителя Ашевской школы. Участвовал в строительстве ряда школ, содействовал ремонту множества дорог в уезде и постройке шоссе от Сущёва до Новоржева. Принимал участие в создании сети кредитных товариществ, сельскохозяйственного склада, земской кассы мелкого кредита и сети потребительских обществ, в оборудовании и организации прокатных, зерноочистительных  и болотно-луговых пунктов, агрономической и ветеринарной помощи, первой в губернии уездной телефонной сети, в улучшении почтовых сношений, в устройстве первых яслей-приютов, в основании пенсионной кассы и многом другом. Сотрудники земства принесли Рокотову благодарность через «Вестник Псковского губернского земства», где говорилось: «вы всегда отличались общедоступностью и рыцарскою корректностью не только с высшими подчиненными, но и с низшими, давая им в работе свободу действий, не заглушая их инициативы, не оскорбляя в них прав человека и гражданина, а часто защищая их от необоснованных обвинений».
Тем не менее по решению земского съезда Рокотов был отстранён от должности[когда?]

, после чего выехал в Петроград.
После Февральской революции, с 29  марта по август 1917 г.,  являлся исполняющим обязанности комиссара Новоржевского уезда. В конце мая 1917 на II-ом Псковском губернском съезде по продовольственному делу избран председателем продовольственного комитета вместо В. М. Панченко. 10 октября II-ой Псковский губернский съезд крестьянских депутатов выразил недоверие Н. Н. Рокотову. Но 18 октября Продовольственный комитет взял его под свою защиту, было указано, что весной 1917 г. губернский продовольственный съезд, избирая председателя  комитета,  «имел  в  виду  лишь работоспособность  кандидатов, совершенно не считаясь с их политической платформой», и выразил Рокотову полное доверие (в 25 голосов против 2-х).
После октябрьского переворота Рокотов - руководитель Псковского губернского отдела партии "Народной свободы". Участвовал в выборах в Учредительное  собрание, в списке кандидатов этой партии от Псковской губернии занимал № 3 после А. И. Шингарёва  и  В. А. Степанова. Избран не был. На  выборах гласных Псковской городской думы возглавил список из 60 кадетов; был избран и стал заместителем председателя городской  думы. Издатель газеты «Псковская жизнь», 
28 ноября 1917 года закрытой Военно-революционным комитетом. 4 декабря 1917 Рокотову предложили снять полномочия председателя Продовольственного комитета и передать их А. П. Семякину. 12 декабря 1917 года газета «Крестьянское дело» (орган Псковского  губернского  Исполкома Совета Крестьянских депутатов) сообщала: «В ночь с 4 на 5 декабря бывший председатель Управы Рокотов неизвестно куда скрылся. Приняты меры к его розыску».
В гражданскую войну служил в армии генерала Деникина, занимаясь вопросами снабжения. Эмигрировал сначала в Болгарию, затем переехал в Югославию, где работал на постройке шоссе Кралево — Рашка. Позже подрядчик с инженером С. Соботка. Умер 5 апреля 1935 года. Похоронен на Новом кладбище в Белграде (участок 78, склеп 53).

## Труды
- Н. Н. Рокотов. К выборам в Учредительное собрание // Псковская речь. — 29 октября 1917.

## Награды
- 1913 — медаль в память 300-летия дома Романовых[6].
- 1916 — Орден Святого Станислава 2-й степени.

## Адреса
- до 1913 — Новоржев, Екатерининская улица, дом Росликовых[9]